# Rudolf Vallazza
Rudolf Vallazza oder Rudi Vallazza (* 3. August 1888 in Livinallongo del Col di Lana; † 7. Juli 1951 in Bozen) war ein Bildhauer aus Gröden in Südtirol.

## Leben
Mit acht Jahren wurde er als Hirte ins Pustertal geschickt, um Deutsch zu lernen. Im Alter von vierzehn ging er ins Grödner Tal nach St. Ulrich, um in die Bildhauerlehre bei Alois Kostner Stlujuc zu gehen. Anschließend arbeitete er bei Josef Obletter zu Juaut und schließlich bei Rico Moroder, bis er selbständig eine eigene Werkstatt in St. Ulrich betrieb.
Die Kunstschule in St. Ulrich in Gröden besuchte er mit Vinzenz Moroder-Resciesa und Herrmann Moroder-Jumbiërch. Er wurde im Ersten Weltkrieg an die Front auf dem Col di Lana in der Nähe seiner Heimat in  Buchenstein geschickt. Dabei geriet er mit zwei seiner Kameraden unter eine Schneelawine, aus der er sich mit seinen eigenen Händen retten konnte. Vallazza verbrachte einen Großteil seines Lebens in St. Ulrich in Gröden, wo er wegen seiner Arbeitsamkeit bekannt war. Er schnitzte oft überlebensgroße Holzfiguren in expressionistisch-realistischem Stil der dreißiger Jahre. Einer seiner bekanntesten Schüler war Vinzenz Peristi.

## Werke
Eine sieben Meter große Muttergottesstatue, die nach Mailand geschickt wurde, ist eines der größten Werke, die in Gröden geschnitzt wurde. Ein Heiliger Don Bosco ist, als eines seiner Hauptwerke, in Codogno (Mailand) zu betrachten.

## Weblink
- Werke

| Personendaten    | Personendaten                |
| ---------------- | ---------------------------- |
| NAME             | Vallazza, Rudolf             |
| ALTERNATIVNAMEN  | Vallazza, Rudi               |
| KURZBESCHREIBUNG | Südtiroler Bildhauer         |
| GEBURTSDATUM     | 3. August 1888               |
| GEBURTSORT       | Livinallongo del Col di Lana |
| STERBEDATUM      | 7. Juli 1951                 |
| STERBEORT        | Bozen                        |